# Manlio Bertolin
Manlio Bertolin (Casarsa della Delizia, 30 maggio 1924 – ...) è stato un calciatore italiano, di ruolo attaccante.

## Caratteristiche tecniche
Giocava come centravanti.

## Carriera
Nella stagione 1946-1947 esordisce in Serie B giocandovi 37 partite con la maglia della Mestrina, con cui segna anche 8 reti; dopo la retrocessione in Serie C della squadra veneta Bertolin si accasa al Venezia, con cui nella stagione 1947-1948 segna una rete in 7 presenze in Serie B.
Nel 1948 cambia nuovamente squadra, passando al Messina: con i siciliani nella stagione 1948-1949 segna 21 gol in 28 presenze in Serie C, categoria che vince nella stagione 1949-1950, durante la quale segna 6 reti in 11 presenze. Dopo due stagioni in Serie C nella stagione 1950-1951 torna quindi a giocare in Serie B: in questo campionato va a segno per 3 volte in 8 presenze, mentre nella stagione 1951-1952 gioca 15 partite e realizza 7 reti. Rimane poi in rosa al Messina anche nella stagione 1952-1953, nella quale non scende mai in campo in partite ufficiali.
Nel 1953 lascia dopo cinque anni Messina e passa al Pordenone, con cui nella stagione 1953-1954 realizza 4 reti in 19 presenze in IV Serie; gioca in questa categoria anche nel corso della stagione 1954-1955, durante la quale segna 4 gol in 13 presenze con la maglia del Soccer Trani.
In carriera ha totalizzato complessivamente 67 presenze e 19 reti in Serie B.

## Palmarès

### Club

#### Competizioni nazionali
- Serie C: 1

Messina: 1949-1950